# Pseudorucentra elongata
Pseudorucentra elongata là một loài bọ cánh cứng trong họ Cerambycidae.